# Radar 3D

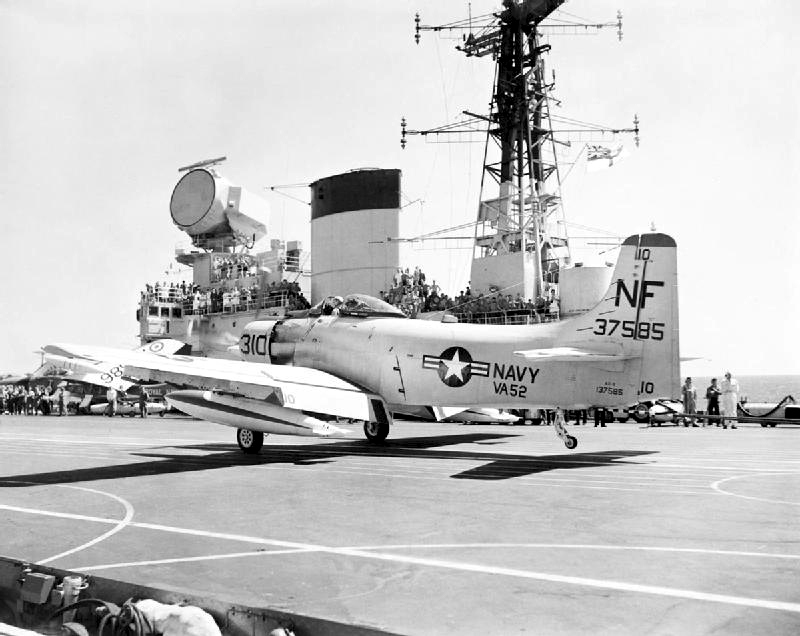
Radar Tipo 984 en el HMS Victorious, año 1961

Un radar 3D es un radar que proporciona cobertura en las tres dimensiones. La mayor parte de los radares son bidimensionales, es decir, funcionan en distancia y acimut. Los radares tridimensionales proporcionan también información de elevación. Sus aplicaciones incluyen meteorología, defensa y vigilancia.
La información proporcionada por el radar 3D se ha requerido durante mucho tiempo, en particular para la defensa aérea y la intercepción. A los interceptores se les debe decir la altitud a la que deben ascender antes de realizar una intercepción. Antes de la llegada de los radares 3D de una sola unidad, esto se lograba con radares de búsqueda separados (que daban alcance y azimut) y radares de búsqueda de altura separados que podían examinar un objetivo para determinar la altitud. Estos tenían poca capacidad de búsqueda, por lo que fueron dirigidos a un azimut particular encontrado primero por el radar de búsqueda principal.

## Técnicas

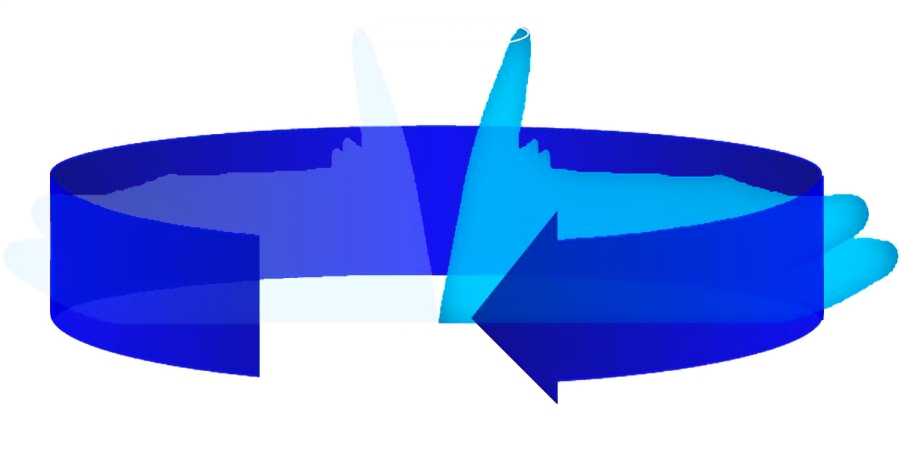
Diagrama de un patrón de antena cuadrático cosecante giratorio de radar 2D típico.

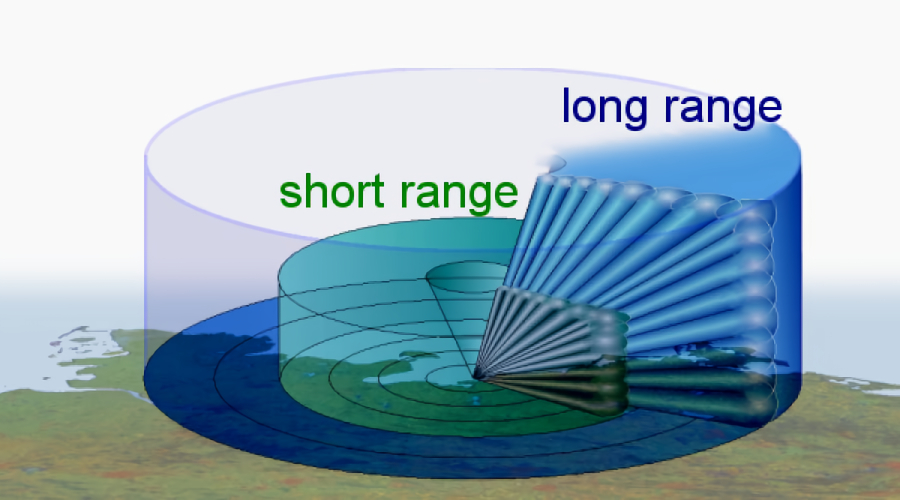
Diagrama de un radar 3D típico, una combinación juiciosa de dirección de haz electrónico vertical y movimiento horizontal mecánico de un haz de lápiz.

Los radares de haz dirigido (Steered beam) dirigen un haz angosto a través de un patrón de escaneo para construir una imagen en 3D. Los ejemplos incluyen el radar meteorológico NEXRAD Doppler (que utiliza un plato parabólico) y el radar pasivo de barrido electrónico AN/SPY-1 empleado por la clase Ticonderoga de cruceros de misiles guiados y otros barcos equipados con el sistema de combate Aegis.
Los radares de haz apilado (Stacked beam) emiten y/o reciben múltiples haces de ondas de radio en dos o más ángulos de elevación. Al comparar las fuerzas relativas de los retornos de cada haz, se puede deducir la elevación del objetivo. Un ejemplo de radar de haz apilado es el radar de vigilancia de rutas aéreas.